# Baktykoża Izmuchambietow
Baktykoża Sałachatdinowicz Izmuchambietow (oryg. Бактыкожа Салахатдинович Измухамбетов, ur. 1 stycznia 1948 w rejonie Kurmangazy) – kazachski polityk, minister energetyki i zasobów naturalnych w latach 2006–2007, przewodniczący Mażylisu w 2016 roku.

## Życiorys
Absolwent Instytutu Naftowego w Ufie z kwalifikacjami inżyniera górniczego. W latach 1971–1991 pracował w instytucjach i przedsiębiorstwach państwowych jako inżynier, m.in. w Embanefcie, KazNIGRI, Kaznieftagazrazdiewce. Przez cztery lata pracował także w Jemenie Południowym przy poszukiwaniu złóż gazu i ropy naftowej. Od 1991 roku pracował w Ministerstwie Geologii i Ochrony Zasobów Mineralnych, rok później został kierownikiem ropy i gazu tegoż ministerstwa. W latach 1993–2003 pracował na stanowiskach dyrektorskich w państwowych spółkach takich jak KazMunaiGas, KazakhTurkMunai czy KazMunaiTeniz. W 1998 roku został doktorem nauk technicznych decyzją Państwowego Wyższego Atestacyjnego Komitetu Federacji Rosyjskiej.
W latach 2003–2006 sprawował funkcję wiceministra energetyki i zasobów naturalnych. 19 stycznia 2006 roku zastąpił Władimira Szkolnika na stanowisku ministra w tymże ministerstwie. W 2007 roku został akimem obwodu zachodniokazachstańskiego, a w 2012 roku obwodu atyrauskiego. 25 marca 2016 roku zastąpił Kabibołłę Żakypowa na stanowisku przewodniczącego Mażylisu Parlamentu Republiki Kazachstanu. Funkcję pełnił przez niecałe trzy miesiące, zastąpiony 22 czerwca 2016 roku przez Nurłana Nigmatulina.
Odznaczony m.in. Orderem Kurmet (1999) i ukraińskim Order „Za zasługi” III stopnia (2008).